# Raiden IV
Raiden IV (雷電IV Raiden Fō?) (, ) es un videojuego de tipo Matamarcianos de desplazamiento vertical del año 2007 desarrollado por MOSS. Fue primero publicado en los arcades en Japón. Una adaptación hogareña fue producida para el Xbox 360 en 2008. Una versión más tardía fue publicada por Taito en la plataforma de distribución digital NESiCAxLive. Una versión actualizada del juego, Raiden IV: OverKill, fue publicada para la consola PlayStation 3 y el sistema Microsoft Windows.

## Gameplay
El gameplay de Raiden IV es idéntico a los juegos anteriores. En cada etapa la dificultad es creciente, los jugadores deben manejar su nave de ataque, entablando combate con varios enemigos y evitando sus ataques. La mecánica del Flash Shot, primero introducida en Raiden III, regresó en este juego. Los elementos coleccionables incluyen actualizaciones de armas, bombas para cancelar los ataques de enemigos y generar daño a enemigos sobre una área grande, y elementos de puntuación como medallas y hadas.

### Argumento
Los Cristales han regresado otra vez después de las numerosas derrotas en contra humanidad. El VCD inmediatamente lanza un modelo nuevo de nave Raiden, el Fighting Thunder ME-02 Kai, para parar la invasión de los Cristales a la Tierra.

## Desarrollo

### Pruebas de ubicación
La primera prueba en locación para Raiden IV fue realizada en el local Hey en Akihabara del 22 al 23 de julio de 2006, en un sistema Egret II. Esta versión tuvo tres niveles de dificultad y forzaba un arma diferente para cada jugador. La segunda prueba en locación fue realizada otra vez en Hey y en Taito Game World en Shinjuku del 14 al 16 de octubre del mismo año. La tercera prueba en locación fue realizada en High-Tech Sega en Shibuya y Taito Game World en Shinjuku el 27 de diciembre de 2006. La versión del juego utilizado en estas pruebas en locación dejó a los jugadores seleccionar un arma. La cuarta y final prueba en locación fue realizada en Shinjuku Gesen Mikado el 20 de febrero de 2007.

### Publicaciones
MOSS lanzó la versión de arcade de Raiden IV el 7 de junio de 2007, mientras lanzaba el sitio web del arcade oficial.
Los primeros detalles de la adaptación a la Xbox 360 fue revelada en junio de 2008. Incluye nuevas etapas, soporte para Xbox Live, opciones de rotación del monitor, y contenido descargable. La adaptación fue anunciada para ser publicada el 11 de septiembre de 2008 por MOSS, pero fue retrasada al 2 de octubre, pues el juego necesitó ser pulido y corregido errores.
Una versión para PlayStation 3 fue anunciada el 21 de diciembre de 2013 por MOSS. Fue publicado en la primavera de 2014. Esta versión fue la primera publicación europea oficial del juego.
La versión de Windows estuvo anunciada el 30 de junio de 2015, y publicado en invierno de 2015.

### Versión NESiCAxLive
Esta versión fue diseñada para el sistema de descarga del arcade NESiCAxLive. El juego fue presentado el 22 de febrero de 2011, en AOU2011. Las características nuevas incluyen modo perfecto, el cual incorpora el juego de 7 etapas de la versión de la Xbox 360 de Raiden IV, y música de fondo de la banda sonora definitiva de Raiden. Tiene el personaje del Hada disponible para uso.

### Raiden IV: OverKill
Esta versión incluye dos etapas nuevas, tres diferentes naves (Fighting Thunder ME-02 Kai, Fighting Thunder Mk-II, Hada), el nuevo modo OverKill, y el modo Replay y Galería.

## Banda sonora
Raiden IV -Ultimate of Raiden- es un CD con la banda sonora del videojuego por INH. Incluye versiones de las pistas de Arcade, Xbox360, y remixed de los juegos de más viejos y del actual, con un total de 27 pistas. El OST estuvo incluido con la versión del juego de la XBox 360 por un tiempo limitado. INH Ha también ofreció un DVD con un archivo de PDF especial por preventa de su sitio. El disco nombrado Raiden IV Secret File, contiene especificaciones de la nave del jugador, datos de combate del enemigo, estrategias para el juego y arte de conceptual. Este Secret File se encuentra también disponible del distribuidor americano UFO Interactive Games vía un código impreso en la versión americana del CD.

### Listado de pistas
| N.º | Título | Duración |  |

## Recepción
Raiden IV ha recibido puntuaciones bajo la media en las reseñas desde su publicación en EE. UU., con ambos IGN y la revista oficial de Xbox que lo puntuaron con un 6 de 10. Eric Brudvig de IGN escribe: "A primera vista uno podría pensar que hay 14 niveles en Raiden IV... hay de hecho sólo 7 con la segunda mitad del juego meramente repitiendo la primera.... UFO Interactive Games siguieron adelante e añadieron un insulto dañino con su uso de contenido descargable. Después de desembolsar $40 para el juego, encontrarás que sólo una de las tres naves en el menú principal puede ser utilizada. Las otras dos tienen que ser adquiridas a través de Xbox Live." Backlash sobre la paga para jugar con las naves que ha creado controversia en varios gaming foros, dirigiendo a los gamers a preguntarse si el contenido extra vale el precio para obtenerlo.